# Coupe de la Ligue

Logo der Coupe de la Ligue

Die Coupe de la Ligue (deutsch Ligapokal) war ein französischer Fußballpokalwettbewerb, an dem nur Männermannschaften teilnehmen durften, die in der jeweiligen Saison Profistatus besitzen; das waren bei der vorerst letzten Austragung (2019/20) die 40 Vereine der Ligue 1 und Ligue 2 sowie fünf Vereine aus der drittklassigen National 1. Organisiert wurde er vom Ligaverband Ligue de Football Professionnel (LFP). Er war auch im französischen Fußball nur der drittwichtigste nationale Titel hinter Landesmeisterschaft und Landespokal („Coupe de France“).
Bereits nach Abschluss der Saison 2008/09 wurde über die Abschaffung des Wettbewerbs nachgedacht. Hintergrund war der Wunsch zahlreicher Vereine, zukünftig nicht mehr dem Ligapokalsieger, sondern dem Tabellenfünften der Ligue 1 einen Platz in der UEFA Europa League zuzuerkennen. Damit wäre allerdings die Grundlage für den 10-Millionen-Euro-Vertrag mit France Télévisions entfallen, das die Übertragungsrechte erworben hat. Im Juni 2009 hat sich der Sender durchgesetzt und es blieb in der Folgezeit auch bei der automatischen Qualifikation des Wettbewerbsgewinners. Der Generaldirektor des 2009er Ligapokalgewinners Girondins Bordeaux, Alain Deveseleer, beurteilte in diesem Zusammenhang den Stellenwert der Coupe de la Ligue mit den Worten:

„Für diesen Pokal interessiert man sich frühestens ab dem Halbfinale und nur dann, wenn keine anderen, wichtigeren Spiele mehr anstehen.“

Auch fast zwei Drittel der französischen Fußballfans äußern laut einer nicht repräsentativen Befragung die Meinung, der Ligapokal sei nicht mehr als „eine Trostrunde für in der Liga gestrauchelte Klubs“.
Im September 2019 beschloss die LFP, den Wettbewerb letztmals in der Saison 2019/20 auszutragen, hat sich dabei aber das Hintertürchen offen gehalten, ihn „zu einem späteren Zeitpunkt wieder aufleben zu lassen“.

## Entstehung und Austragungsmodus
Die Ligue Nationale de Football (LNF) – heute Ligue de Football Professionnel (LFP) – rief den Coupe d’été (dt.: Sommerpokal) 1982 ins Leben. Der Wettbewerb wurde 1984 in „Coupe de la Ligue“ umbenannt. Allerdings fristete auch der Ligapokal anfangs nur ein Schattendasein während der Sommerpause, denn gerade die größeren Clubs nahmen daran gar nicht teil oder schickten lediglich ihre Reservemannschaft. Erst als der Sieg in diesem Wettbewerb mit der Qualifikation für den UEFA-Pokal aufgewertet wurde (1994/95), gewann die Coupe de la Ligue an sportlichem Wert. Zumindest die Endspiele (inzwischen regelmäßig im Stade de France ausgetragen) ziehen auch große Zuschauermassen an: 2007 wurde mit 79.702 zahlenden Besuchern der bisherige Rekord (78.721 im Jahr 2005) überboten.
In den ersten Runden waren die Vereine der dritten und zweiten Liga zunächst unter sich, während die Erstligisten erst in der Runde der letzten 32 Mannschaften eingriffen, in der dann 12 unterklassige Teams übrig geblieben sind. Bis einschließlich des Viertelfinals wurde der Ligapokal bereits vor der Winterpause durchgeführt.
Ansonsten wurde der Ligapokal nach dem „klassischen“ Pokalmodus ausgetragen; das heißt insbesondere, dass ab dem Sechzehntelfinale die jeweiligen Spielpaarungen ohne Setzlisten oder eine Vorsortierung der Vereine aus sämtlichen noch im Wettbewerb befindlichen Klubs ausgelost werden und lediglich ein Spiel ausgetragen wird, an dessen Ende ein Sieger feststehen muss (und sei es durch Verlängerung und Elfmeterschießen), der sich dann für die nächste Runde qualifiziert, während der Verlierer ausscheidet. Auch das Heimrecht wird für jede Begegnung durch das Los ermittelt.
Allerdings hatte der Präsident der LFP, Frédéric Thiriez, schon 2006 einige Änderungen des Modus ins Gespräch gebracht: danach sollten zukünftig vier Vereine als „Gruppenköpfe“ gesetzt werden, wonach bereits ab der zweiten Runde ganz auf Auslosungen verzichtet werden kann, weil – ähnlich wie bei Weltmeisterschaftsendrunden – alle Begegnungen bis zum Halbfinale feststehen. Thieriez’ Vorschlag, den beiden direkt für die UEFA Champions League qualifizierten Klubs den Bonus einzuräumen, erst ab dem Achtelfinale in den Wettbewerb eingreifen zu müssen, wurde seit 2007 praktiziert, obwohl auch er in Frankreich nicht nur bei den „kleinen“ Vereinen auf heftige Kritik gestoßen war.

## Die Endspiele im Überblick
| Jahr              | Sieger              | Ergebnis             | Finalist            |
| Coupe d’été       | Coupe d’été         | Coupe d’été          | Coupe d’été         |
| ----------------- | ------------------- | -------------------- | ------------------- |
| 1982              | Stade Laval         | 3:2                  | AS Nancy            |
| Coupe de la Ligue |                     |                      |                     |
| 1984              | Stade Laval         | 3:1                  | AS Monaco           |
| 1986              | FC Metz             | 2:1                  | AS Cannes           |
| 1991              | Stade Reims         | 0:0 n. V., 4:3 i. E. | Chamois Niort       |
| 1992              | HSC Montpellier     | 3:1                  | SCO Angers          |
| 1993              | nicht ausgetragen   | nicht ausgetragen    | nicht ausgetragen   |
| 1994              | RC Lens             | 3:2                  | HSC Montpellier     |
| 1995              | Paris Saint-Germain | 2:0                  | SC Bastia           |
| 1996              | FC Metz             | 0:0 n. V., 5:4 i. E. | Olympique Lyon      |
| 1997              | Racing Strasbourg   | 0:0 n. V., 7:6 i. E. | Girondins Bordeaux  |
| 1998              | Paris Saint-Germain | 2:2 n. V., 4:2 i. E. | Girondins Bordeaux  |
| 1999              | RC Lens             | 1:0                  | FC Metz             |
| 2000              | FC Gueugnon         | 2:0                  | Paris Saint-Germain |
| 2001              | Olympique Lyon      | 2:1 n. V.            | AS Monaco           |
| 2002              | Girondins Bordeaux  | 3:0                  | FC Lorient          |
| 2003              | AS Monaco           | 4:1                  | FC Sochaux          |
| 2004              | FC Sochaux          | 1:1 n. V., 5:4 i. E. | FC Nantes           |
| 2005              | Racing Strasbourg   | 2:1                  | SM Caen             |
| 2006              | AS Nancy            | 2:1                  | OGC Nizza           |
| 2007              | Girondins Bordeaux  | 1:0                  | Olympique Lyon      |
| 2008              | Paris Saint-Germain | 2:1                  | RC Lens             |
| 2009              | Girondins Bordeaux  | 4:0                  | OC Vannes           |
| 2010              | Olympique Marseille | 3:1                  | Girondins Bordeaux  |
| 2011              | Olympique Marseille | 1:0                  | HSC Montpellier     |
| 2012              | Olympique Marseille | 1:0 n. V.            | Olympique Lyon      |
| 2013              | AS Saint-Étienne    | 1:0                  | Stade Rennes        |
| 2014              | Paris Saint-Germain | 2:1                  | Olympique Lyon      |
| 2015              | Paris Saint-Germain | 4:0                  | SC Bastia           |
| 2016              | Paris Saint-Germain | 2:1                  | OSC Lille           |
| 2017              | Paris Saint-Germain | 4:1                  | AS Monaco           |
| 2018              | Paris Saint-Germain | 3:0                  | AS Monaco           |
| 2019              | Racing Strasbourg   | 0:0 n. V., 4:1 i. E. | EA Guingamp         |
| 2020              | Paris Saint-Germain | 0:0 n. V., 6:5 i. E. | Olympique Lyon      |

## Erfolgreichste Teilnehmer seit 1995

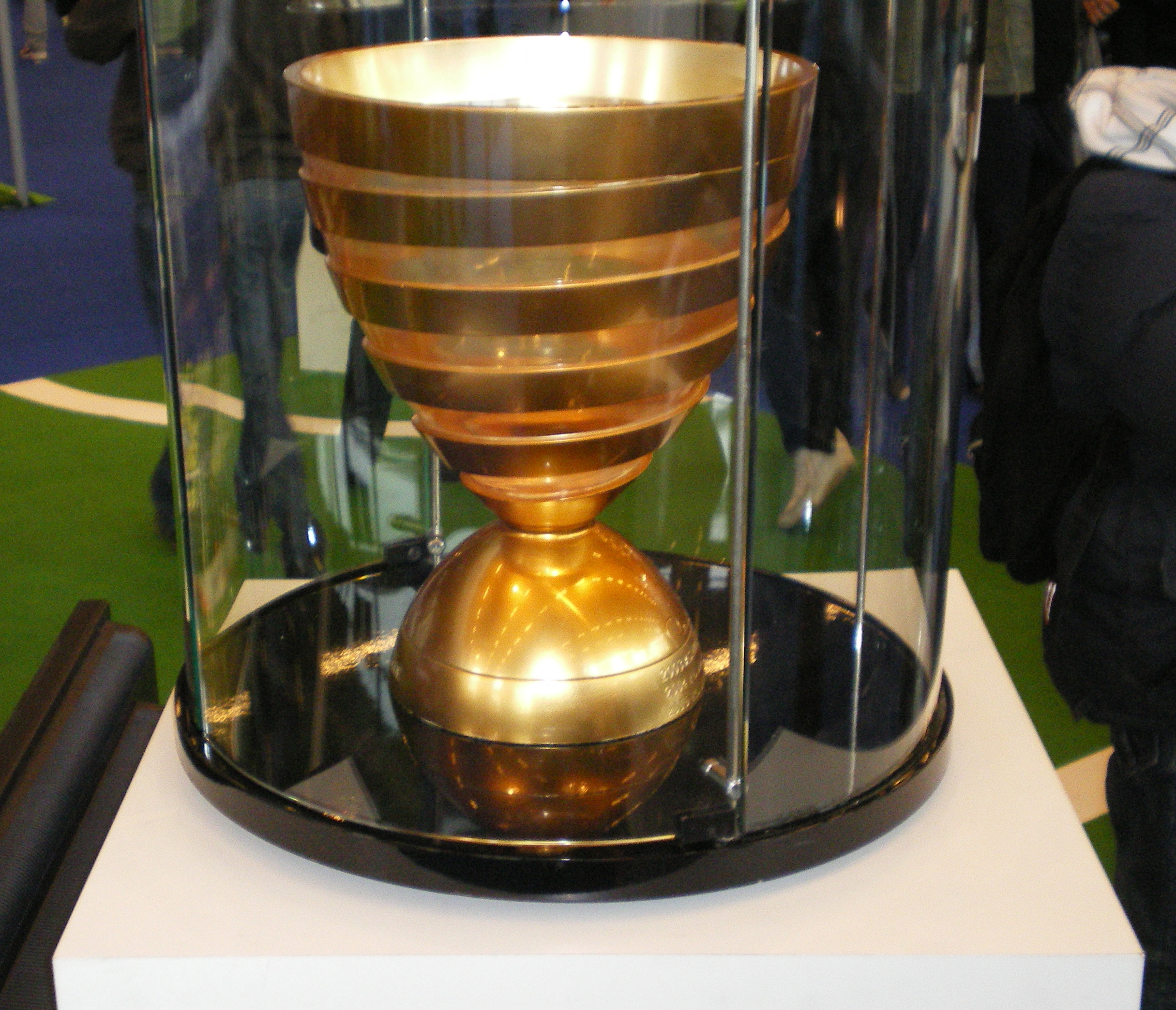
Die Wettbewerbstrophäe

In den Verbands- und Medienstatistiken finden erst die Austragungen ab 1995 Berücksichtigung. Paris Saint-Germain ist Rekordsieger mit neun Titelgewinnen. Girondins Bordeaux, Olympique Marseille und Racing Strasbourg haben die Coupe de la Ligue je dreimal gewonnen; Olympique Marseille war außerdem der erste Klub, der den Ligapokal verteidigen konnte. Einziger Zweitligist, der sich den Pokal sichern konnte, war im Jahr 2000 der FC Gueugnon.
Paris SG (zehnmal), Bordeaux sowie Olympique Lyon (je sechsmal) standen am häufigsten in einem Ligapokalfinale.
| Rang | Verein              | Siege | Jahr(e)                                              |
| ---- | ------------------- | ----- | ---------------------------------------------------- |
| 1    | Paris Saint-Germain | 9     | 1995, 1998, 2008, 2014, 2015, 2016, 2017, 2018, 2020 |
| 2    | Girondins Bordeaux  | 3     | 2002, 2007, 2009                                     |
|      | Olympique Marseille | 3     | 2010, 2011, 2012                                     |
|      | Racing Strasbourg   | 3     | 1997, 2005, 2019                                     |
| 5    | FC Metz             | 1     | 1996                                                 |
|      | RC Lens             | 1     | 1999                                                 |
|      | FC Gueugnon         | 1     | 2000                                                 |
|      | Olympique Lyon      | 1     | 2001                                                 |
|      | AS Monaco           | 1     | 2003                                                 |
|      | FC Sochaux          | 1     | 2004                                                 |
|      | AS Nancy            | 1     | 2006                                                 |
|      | AS Saint-Étienne    | 1     | 2013                                                 |